# Željka Cvijanović
Željka Cvijanović (serbi: Жељка Цвијановић)  (Teslić, 4 de març de 1967) (nascuda Grabovac; serbi ciríl·lic: Жељка Цвијановић) és una política serbio bosniana, la 9a i actual presidenta de la República Srpska.
Va ser l'11a primera ministra de la República Srpska des del 12 de març de 2013 fins al 19 de novembre de 2018. El 7 d'octubre de 2018, va ser elegida presidenta de la República Srpska, assumint el càrrec el 19 de novembre de 2018. Cvijanović és membre de l'Aliança de Socialdemòcrates Independents (SNSD).

## Biografia
Nascuda Željka Grabovac a Teslić en el centre de Bòsnia el 1967. Abans d'entrar en política a temps complet, Cvijanović era professora d'anglès. Va estudiar en la Facultat de Filosofia de Sarajevo, la Facultat de Filosofia de Banja Luka i la Facultat de Dret de Banja Luka. És professora de llengua i literatura anglesa i també té un màster en dret diplomàtic i consular de l'Escola de Dret Banja Luka sobre "L'estatut internacional i jurídic de la UE".

## Carrera
Cvijanović va treballar com a professora d'anglès i com a intèrpret superior i assistent per la Missió d'Observació de la UE a Bòsnia i Hercegovina. Després va ser assessora de la Integració Europea i de la cooperació amb organitzacions internacionals davant el primer ministre de la República Srpska Milorad Dodik; com a Cap d'Assumptes del Gabinet del primer ministre; i va administrar la Unitat de Coordinació i Integració Europea.
Durant la legislatura 2010-2014 va ser membre experta externa del Comitè per a la Integració Europea i la Cooperació Regional de l'Assemblea Nacional de la República Srpska. El 29 de desembre de 2010 va ser nomenada ministra d'Afers Econòmics i Cooperació Regional al govern de la RS dirigida pel primer ministre Aleksandar Džombić, i el 12 de març de 2013 va ser nomenada per Dodik, aquesta vegada com a presidenta de la República Srpska, com a la nova primera ministra de la República Srpska, sent la primera dona en aquest càrrec.
A les eleccions generals de Bòsnia de 2014, Cvijanović es va presentar com a candidata de la coalició actual SNSD - DNS - SP pel membre serbi de la Presidència de Bòsnia i Hercegovina. Va perdre contra el candidat de l'oposició Mladen Ivanić (PDP) i va ser reelegida com a primera ministra de la RS al 15è govern de la República Srpska.
A les eleccions generals de 2018, Cvijanović va ser elegida presidenta de la República Srpska, i va assumir el càrrec el 19 de novembre de 2018.
És membre de l'SNSD, també membre de la Junta Executiva de l'SNSD i de la Junta Principal de l'SNSD.

## Vida personal
Željka està casada amb Aleksandar Cvijanović i junts tenen dos fills. És d'ascendència paterna serbobosniana i materna croatobosniana.